# Alf-Inge Håland
Alf-Inge Rasdal Håland, född 23 november 1972 i Stavanger, är en norsk före detta fotbollsspelare (försvarare/mittfältare).
Håland representerade Norge i VM i USA 1994 och spelade på klubbnivå i Bryne FK, Nottingham Forest, Leeds United och Manchester City.
Alf Inge Håland är far till fotbollsspelaren Erling Braut Haaland och farbror till en annan professionell fotbollsspelare, Albert Tjåland.